# Jean Molinet

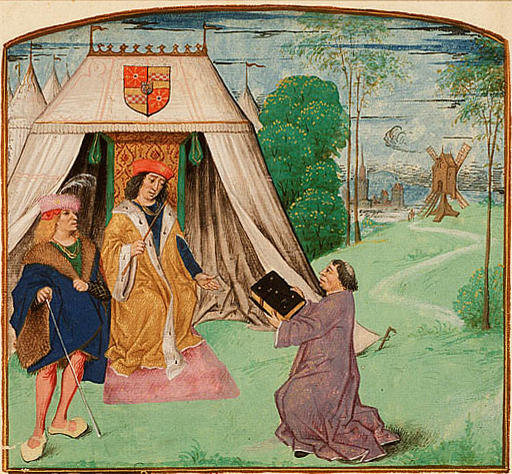
Jean Molinet präsentiert sein Buch Philipp von Kleve-Ravenstein (1500)

Jean Molinet (* 1435 in Desvres (Boulogne-sur-Mer); † 23. August 1507 in Valenciennes) war ein französischer Dichter, Chronist mittelfranzösischer Sprache, Kleriker und franko-flämischer Komponist der Renaissance.

## Leben und Wirken
Über die frühe Zeit und die Stationen der Ausbildung von Jean Molinet sind keine Informationen überliefert. Die erste Nachricht betrifft seinen Eintritt in den Dienst des Herzogs Amadeus IX. von Savoyen im Jahr 1467, wo er mehrere Jahre blieb. Danach ging er
an den burgundischen Hof von Herzog Karl dem Kühnen, der ihn im Jahr 1475 als Nachfolger des verstorbenen Georges Chastellain zum Historiographen (Chronisten) und Hofdichter ernannte. In dieser Funktion blieb er auch bei den nachfolgenden Herzögen Maximilian (Regierungszeit 1477–1482) und Philipp dem Schönen (Regierungszeit 1482–1506) am herzoglichen Hof zu Burgund. Hier war er befreundet mit Musikern und Komponisten wie Johannes Ockeghem, Loyset Compère, Verjus und Antoine Busnoys. Für die drei letztgenannten hat er Gedichte geschrieben, für Ockeghem († 6. Februar 1497) verfasste er je eine lateinische und französische Totenklage („Qui dulces modulando“ und „Nymphes de bois“); die letztere wurde von Josquin Desprez vertont. Die von ihm als Historiograph verfassten Chroniques (herausgegeben von Georges Doutrepont und Omer Jodogne in den 1930er Jahren) enthalten sehr viele naive, aber realistische Anspielungen auf die musikalische Umrahmung von herausragenden Ereignissen, die am burgundischen Hof stattgefunden haben. Auf seine Tätigkeit als Komponist gibt es einige direkte und eine Reihe von indirekten Zeugnissen. Später trat er als Bibliothekar in den Dienst von Margarete von Österreich, die in Mecheln und Brüssel residierte. Im Lauf seines Lebens ist er auch zum Kanoniker in Valenciennes ernannt worden und starb dort im August 1507.

## Bedeutung
Jean Molinet gehörte zur burgundischen Dichterschule der Grands Rhétoriqueurs, wobei die poetische Sprachform für ihn „une espèce de musique appelée rythmique“ (eine Gattung Musik, genannt Rhythmus) darstellt, welche er der musique naturelle zuordnet und von der musique artificielle (also der Vokal- und Instrumentalmusik) unterscheidet. Seine religiösen Dichtungen besitzen einen deutlichen Schwerpunkt in der Marienverehrung. In seinem Dialogue du gendarme et de l’amoureux und in der Oraison à la Vierge Marie werden zahlreiche Liedanfänge zitiert. Hinter Molinets schriftstellerischer Tätigkeit nimmt seine Aktivität als Musiker und Komponist eher den zweiten Rang ein. Bei dem Rondeau „Tart ara mon cuer plaisance“ (überliefert in einer dreistimmigen und einer vierstimmigen Fassung) wird neben Heinrich Isaac in zahlreichen Handschriften auch Jean Molinet als Autor genannt, und zwar nicht nur in der Textvorlage. Ein deutlicher Hinweis auf seine musikschöpferische Tätigkeit ergibt sich auch aus der so genannten Musiker-Motette „Omnium bonorum plena“ von Loyset Compère; hier wird Molinet innerhalb einer Gruppe von Komponisten genannt, die zwischen 1460 und 1470 in Cambrai tätig waren – auch wenn es für einen Aufenthalt Molinets in Cambrai sonst keine Belege gibt. Sein Neffe Jean Lemaire de Belges nannte ihn den „chef souverain des poètes“, und Paul Zumthor sah in ihm „einen der größten Dichter französischer Sprache“ (Seite 1231).

## Werke
- Le romant de la rose moralisé cler et net translaté de rime en prose par vostre humble Molinet, Lyon, Balsarin, 1503; Paris 1511, 1521 (Prosafassung vom Rosenroman)
- L'art et science de rhetorique, in: Recueil d'arts de seconde rhétorique, herausgegeben von Ernest Langlois, Paris, Imprimerie nationale (Collection de documents inédits sur l'histoire de France), 1902, Seite 214–252
- Chroniques de Jean Molinet, herausgegeben von Georges Doutrepont und Omer Jodogne, 3 Bände, Brüssel, Palais des Académies, 1935–1937
- Les faictz et dictz, herausgegeben von Noël Dupiré (1878–1951), 3 Bände, Paris, Société des anciens textes français, 1936–1939
- Le mystère de Judith et Holofernés. Une édition critique de l'une des parties du "Mistere du Viel Testament", herausgegeben von Graham A. Runnalls, Genf, Droz, 1995
- Les pronostications joyeuses, kritisch herausgegeben von Jelle Koopmans und Paul Verhuyck, Genf, Droz, 1998